# 오유경 (아나운서)
오유경(吳維景, 1970년 3월 31일~)은 KBS 전 아나운서 출신 프리랜서 아나운서이다…

## 학력
- 1988년 숙명여자고등학교 졸업
- 1993년 이화여자대학교 정치외교학과 학사
- 2007년 이화여자대학교 정책과학대학원 사회과학 석사

## 저서
- 〈어른연습〉 2023년 12월 15일 오후의서재 출판

## 경력
- 1994년 2월: KBS 20기 아나운서 입사
- 2012년 KBS Kwave (한류메거진) 창간/Creative Director
- 2012년 9월: 제주 WCC 기념 K-Pop Nature Concert Plus 프로듀서 (KBS2TV 방송)
- 2014년 ~ 2016년 : KBS 에이브 대표
- 2018년 ~ 2019년 : 아나운서2부장
- 2020년 1월: KBS 퇴사
- 2024년 5월 ~ 현재: (주) 평창동1번지 대표이사
- 2025년 9월 ~ : KBS 이사

## 수상
- 2000년 : 농림부 장관상
- 2004년 : 한국 프로듀서상 TV부문 올해의 진행자상
- 2005년 : 한국방송대상 아나운서 부문 수상
- 2012년 : 외교부 장관상, 문화부 장관상

## 진행

### TV
- KBS 2TV: 퀴즈로 배웁시다(1995년 5월 2일 ~ 1996년 8월 26일)
- KBS 2TV: 컴퓨터 퀴즈대결(1995년 9월 4일 ~ 1996년 10월 12일)
- KBS 2TV: 철인 5종경기(1996년 10월 14일 ~ 1997년 3월 1일)
- KBS 2TV: 세상체험 아빠와 함께 - (1997년) 내레이션
- KBS 1TV: 시청자 의견을 듣습니다(1998년)
- KBS 1TV: KBS 뉴스광장(1998년 5월 4일 ~ 1998년 10월 9일)
- KBS 1TV: 6시 내고향(2000년 5월 1일 ~ 2001년 4월 27일)
- KBS 1TV: 국악 한마당(2002년 1월 20일 ~ 2004년 5월 2일)
- KBS 1TV: 6시 내고향(2002년 4월 1일 ~ 2005년 5월 6일)
- KBS 1TV: 생로병사의 비밀(2002년 10월 29일 ~ 2007년 4월 24일)
- KBS 1TV: 생방송 월드컵 취재본부(2002년)
- KBS 1TV: 문화지대 한국의 미(2003년)
- KBS 2TV: 생방송 시사투나잇(2005년 5월 2일 ~ 2007년 6월 7일)
- KBS 1TV: 성장다큐 꿈 - 내레이션
- KBS 1TV: 여성공감(2010년 ~ 2011년)
- KBS 1TV: 소비자고발
- KBS 1TV: TV 책을 말하다
- KBS 1TV: 아침마당(2016년 12월 12일 ~ 2018년 5월 25일)[1]
- KBS 1TV: 101세의 프러포즈(2017년 10월 22일 ~ 2017년 12월)
- KBS 1TV: 국악한마당(2019년 3월 30일 ~ 2020년 1월 11일)
- 국회방송: 오유경의 인생책방 (2020년 2월 7일 ~ 2023년 3월 10일)

### 라디오
- KBS 제1라디오: 교육을 말합시다
- KBS 2FM: 오유경의 상쾌한 아침입니다(1996년)
- KBS 2FM: 오유경의 가요산책(1998년 5월 25일 ~ 1998년 10월 11일)
- KBS 제1라디오: 토요와이드(1997년 11월 8일 ~ 1999년 4월 24일)
- KBS 해피FM: 뮤직 플러스(2016년 5월 14일 ~ 2017년 2월 5일)
- KBS 해피FM: 《오유경의 해피타임 4시》(2017년 2월 6일 ~ 2018년 5월 27일)
- KBS 제1라디오: 《생방송 토요일 아침입니다》(2018년 10월 6일 ~ 2019년 4월 6일)
- KFN 라디오: 《오유경의 뮤직 갤러리》(2024년 11월 4일 ~ 현재)

## 그 외 출연
- TV조선: 《이제 혼자다》 - 1회 (최동석 편 VCR 출연), (2024년 7월 9일)
- TV조선: 《세모집》 - 1회 출연, 홍진경 진행,  (2024년 4월 2일)